# AutoMag (pistol)
En .44 Auto Mag pistol er en semi-automatisk pistol af stor kaliber. Den blev designet mellem 1966 og 1971 af Auto Mag Corporation for at få den kraftige .44 Magnum-kaliber over i en semiautomatisk pistol.
Pistolens ry og udseende er blevet populariseret af film og romaner, og flere af versionerne er listet som "Curios and Relics" af Bureau of Alcohol, Tobacco, Firearms and Explosives.

## Funktion
Den korte rekylbetjente Auto Mag pistol har en roterende bolt med en låsemekanisme, der sidder forrest ligesom på en M-16/AR-15 riffel. Auto Mag er en tung pistol, der er designet til at kunne affyre de kraftige .44 Magnum-projektiler fra en semiautomatisk pistol. .44 Auto Mag kan affyre .429 inch, 240 grain kugler med nogenlunde samme kraft som en .44 Magnum revolver.

## Historie
I 1970 åbnede direktøren for Auto Mag Corporation, Harry Sanford, en fabrik i Pasadena i Californien. Den første pistol blev sendt derfra 8. august 1971, og fabrikken gik konkurs d. 3. maj 1972, efter at have fremstillet færre end 3.000 pistoler. Firmaet åbnede og lukkede flere gange under forskellige navne fra 1973 frem til 1982. Disse navne var TDE (Trade Deed Estates), OMC, Thomas Oil Company, Hi-Standard og AMT (Arcadia Machine & Tool). Yderligere 6.000 pistoler blev produceret og solgt i denne periode, hvilket fik det samlede antal op til omkring 9.000. Harry Sanford fortsatte med at sælge reservedele og døde i 1996. Hans søn, Walter Sanford, fortsatte med at sælge disse dele via en hjemmeside. Produktionen af pistoler blev udført i .44 AMP (Auto Mag Pistol). Eksperimentelle våben blev lavet i .45 ACP, .30 AMP og .357 AMP. Bortset fra .45 ACP krævede ændringen i kaliber kun et nyt løb og magasin, mens resten kunne genbruges.
AutoMag-pistolen blev solgt til en meget lav pris, for at indikere et stor efterspørgsel for potentielle investorer, hvilket gjorde det uhyre vanskeligt at få produktionen til at blive en kommerciel succes. En analyse viste, at Auto Mag Corporation mistede mere end $1.000 for hver pistol de solgte; hver pistol blev solgt for omkring $170. Den oprindelige pris var $217.50. Brugte Auto Mag pistols sælges i dag for omkring $3.000–$4.000.

## The Automag i populærkulturen
- Mack Bolan i serien The Executioner bærer en .44 Automag som han kaldet "Big Thunder", når han går i krig mod mafiaen[8]
- I 1983 blev en Auto Mag brugt i den fjerde Dirty Harry-film, Dirty Harry vender tilbage. Clint Eastwoods karakter, Harry Callahan bruger sin .44 AutoMag til at dræbe Mick efter Harry har mistet sin Smith & Wesson Model 29 revolver i en nævekamp.[9]
- Warlord-helten Travis Morgan får fat i en .44 Automag fra sin sunkne Blackbird og bruger den i de flest af sine eventyr i Skartaris.[10]
- I A Drink Before the War af Dennis Lehane, bruger privatdetektiven Patrick Kenzie en AutoMag som håndvåben.[11]
- Richard Camellion i Joseph Rosenbergers Death Merchant-bogserie benytter to specialfremstillede .357 AutoMags mad langt løb til sine missioner for CIA.[12]
- Frækkere end politiet tillader 2 har en .44 Auto Mag som et plotpunkt, og hævder at ammunitionen til den er for dyr at fremstille, så nogle må modificere .308 riffel-magasiner til at genlade Auto Magen.[13]